# فینال جام حذفی فوتبال انگلستان ۲۰۰۲

ترکیب دو تیم آرسنال و چلسی در بازی فینال

فینال جام حذفی فوتبال انگلستان ۲۰۰۲، رقابت پایانی جام حذفی فوتبال انگلستان در سال ۲۰۰۲ میلادی است که مابین دو تیم باشگاه فوتبال آرسنال و باشگاه فوتبال چلسی در ورزشگاه میلنیوم کاردیف برگزار شده‌است.
این مسابقه که در تاریخ ۴ مه ۲۰۰۲ انجام شده‌است با نتیجه ۲ بر ۰ به سود تیم باشگاه فوتبال آرسنال به پایان رسید و آرسنال جام را به موزه خود گذاشت.